# Норм севера (анимирани филм)
Норм севера амерички је 3Д комично-авантуристички филм режиран 2016. године. Режирао га је Тревор Вол, а сценарио су написали Данијел Р. Алтир, Стивен М. Алтир и Малком Т. Голдмен. Филм прати причу поларног медведа Норма који се бори да спаси свој дом који жели да уништи господин Грин. Он је богати човек који жели да сагради кућу на Арктику. Да би га спречио у томе, Норм окупља пријатеље како би се заједно борили против планова господина Грина.
Филм је премијерно приказан 15. јануара 2016. године и зарадио је 26.100.000 долара, а при томе је у целокупан процес стварања филма уложено 18 милиона долара.

## Синопсис
Норм, поларни медвед, не зна како да лови, али поседује јединствену моћ комуницирања са људима. Када господин Грин открива свој план за градњу кућа на Арктику, Норм схвата да је његов дом у опасности. У пратњи три несташна младунчета, Норм одлази у Њујорк где упознаје савезнике који желе да му помогну у његовој борби да спаси дом.

## Улоге
- Роб Шнајдер[1] као Норм
- Хедер Грем[2] као Вера Брајтли
- Маја Кеј као Олимпија Брајтли
- Кен Џонг[1] као господин Грин
- Колм Мини[2] као отац
- Лорета Дивин[1] као Тамесија
- Габријел Иглесијас[2] као Пабло и Стен
- Мајкл МекЕлхатон[2][3] као Лоренс
- Бил Најх[2] као Сократес
- Салом Џенс саветница Клубек
- Г. К. Боувс као туристкиња
- Деби Дерибери као ћерка
- Бен Дискин као шеф Козава
- Џес Харнел као туриста
- Кејт Хиџинс као Елизабет
- Џенет Варни као Џенет
- Рик Д. Васермен као Хенхмен